# Ерхард од Кеиса
Ерхард од Кеиса (око 1490, у Шторкову, Бранденбург – 10. септембар 1529. године, у Пасленк) је био бискуп Помесаније. Сматра се једним од зачетника реформације у Пруској.

## Живот
Детаљи о Кеисовој младости нису познати.
Уписао се на универзитет у Франкфурту (на Одри) 1506. године. Године 1515. отишао је у Болоњу да изучава права. Није јасно да ли је на било којој од ових студија стекао звање доктора. До 1523. године, био је канцелар Легничког војводства, служећи војводи Фридриху II Пјасту. На овој позицији је упознао Великог мајстора Алберта, који га је убедио да се придружи Тевтонском реду и преузме упражњену другу пруску епископију Помесанију. Кеис је 10. септембра 1523. године, изабран за бискупа од стране помесанског катедралног каптола Мариенвердера. Папа никада није потврдио његов избор, пошто је Кеис исповедао евангелистичку лутеранску реформацију. Ионако се настанио у замку Ризенбург.
Велики мајстор Алберт је имао велико поверење у Кеисову правну и административну експертизу. Послао је бискупа Ерхарда на преговоре у Пресбург (Братислава) и Краков о секуларизацији Тевтонске државе Пруске на обали Балтика. Кеис је одао почаст краљу Пољске, као заштитнику/покровитељу у Албертово име. Касније је обављао сличне мисије. Када је 1526. године, пратио војводу у Данциг, већ је носио световну одећу.
Кеис је такође отпутовао у Кил, да закључи брачни уговор за војводу Алберта, који је пожелео да ожени ћерку данског краља Доротеје. Оваква дипломатска служба за младо Војводство дуго га је спречавала да обавља своје црквене дужности. Кеис је у потпуности стао на страну реформације, баш као и његов претходник, бискуп Георг од Поленца.
Крајем 1524. године, Кеис је објавио свој реформски програм "Теме бискупа Ризенбуршког". У овом програму он истиче да је Господ Исус Христ установио само две тајне и да треба укинути законе смртника у Цркви. Захтевао је да црквене службе буду на немачком језику и забранио богослужење евхаристије и литије. Његова 19. теза гласила је: „Свакодневна миса је одвратна Богу: зато се од сада неће одржавати ни у једној цркви ни било где другде“. Дозволио је свештеницима и припадницима верских редова да се венчају. Пруско војводство је 1525. године, усвојило нови црквени ред који су написала два бискупа Поленц и Кеис, који су постали лутерани.
Кеис и Поленц су уступили световну власт над својим бискупијама војводи и задржали само господство Мариенвердер и Шенберг. Кеис се оженио војвоткињом Аполонијом, ћерком војводе Виктора Подјебрадија, војводе од Минстерберга и Опаве, која је била монахиња у манастиру Клариса у Стешелину.
Ерхард Кеис умро је 1529. године, на повратку са конвенције пруског Ландтага у Кенигсбергу. Његова удовица је умрла 1534. године.